# Allanton (Scottish Borders)
Allanton est un village situé dans les Scottish Borders en Écosse.